# 상평초등학교 오색분교
상평초등학교 오색분교는 대한민국 강원특별자치도 양양군에 있는 공립 초등학교이다.

## 학교 연혁
- 1961.04.01 공수전국민학교 오색 분교장 인가
- 1964.11.01 상평국민학교 오색분교장으로 개편
- 1968.03.01 오색국민학교로 승격
- 1998.10.28 교사 개축(6개 교실)
- 2002.03.01 제13대 교장 윤중학 부임
- 2003.02.12 제35회 졸업식 거행(총 454명 졸업)
- 2004.02.19 제36회 졸업식 거행(총 460명 졸업)
- 2004.09.01 제14대 교장 최선희 부임
- 2005.02.17 제37회 졸업식 거행(총 464명 졸업)
- 2005.09.01 제15대 교장 이정식 부임
- 2006.02.17 제38회 졸업식 거행(총 468명 졸업)
- 2006.09.01 제16대 교장 최홍영 부임
- 2008.02.14 제40회 졸업식 거행(총 475명 졸업)
- 2008.09.01 제17대 교장 최돈균 부임
- 2009.02.11 제41회 졸업식 거행(총 478명 졸업)
- 2010.02.11 제42회 졸업식 거행(총 479명 졸업)
- 2010.09.01 제18대 교장 심경섭 부임
- 2011.02.11 제43회 졸업식 거행(총 481명 졸업)
- 2012.02.10 제44회 졸업식 거행(총 482명 졸업)
- 2013.02.15 제45회 졸업식 거행(총 484명 졸업)
- 2013.03.01 제19대 교장 류상구 취임
- 2014.02.14 제46회 졸업식 거행(총 486명 졸업)
- 2015.02.13 제47회 졸업식 거행(총 487명 졸업)
- 2019.03.01 상평초등학교 오색분교로 개편